# Junkers CL.I
Lo Junkers CL.I (designazione aziendale J 10) era un monomotore da attacco al suolo ad ala bassa prodotto dall'azienda tedesco imperiale Junkers & Co. negli anni dieci del XX secolo ed utilizzato dalla Luftstreitkräfte, la componente aerea del Deutsches Heer, nelle ultime fasi della prima guerra mondiale.

## Storia del progetto
Nel 1916 le esigenze belliche di sostituire il biposto da aerocooperazione Halberstadt CL.II suggerirono all'Idflieg di ordinare alla Junkers lo sviluppo di nuovo modello basato sullo J.I (designazione aziendale J 4). Tale velivolo fu sviluppato in parallelo con il nuovo caccia monoplano monoposto Junkers D.I, costituendone in pratica una versione biposto, modificata per l'attacco al suolo, ricognizione, controllo del tiro dell'artiglieria e caccia. La fusoliera fu leggermente allungata, passando a 7,9 metri, per poter installare un secondo abitacolo aperto, dotato di una mitragliatrice girevole su apposito anello. Anche l'apertura alare fu aumentata a 12,25 m, mentre il motore rimase quello originale, il Mercedes D.IIIaü da 160 hp. Il prototipo, designato J 8, volò per la prima volta nel dicembre 1917 e fu costruito in soli quattro esemplari. Dallo J 8 l'ufficio tecnico della Junkers trasse un derivato, designato J 10, che fu proposto per la produzione in serie, distinguendosi dal precedente per l'adozione di diverse modifiche.

## Tecnica
L'aereo da attacco al suolo CL.I era un velivolo moderno per l'epoca, realizzato completamente in metallo, compreso il rivestimento esterno. La fusoliera realizzata in duralluminio, era caratterizzata dai due abitacoli aperti occupati dal pilota e dall'osservatore, e posteriormente terminava in un impennaggio classico monoderiva dotato di piani orizzontali. La configurazione alare era monoplana, con l'ala bassa di costruzione interamente metallica, compreso il rivestimento esterno. Il carrello d'atterraggio era un triciclo posteriore fisso, con pattino di coda.
Il propulsore era un Mercedes D.IIIaü a 6 cilindri in linea, raffreddati a liquido, in grado di erogare una potenza pari a 180 CV (118 kW), azionante un'elica bipala lignea.
L'armamento installato si basava su due mitragliatrici LMG 08/15 calibro 7,92 mm e una Parabellum MG 14 calibro 7,92 mm brandeggiabile dall'osservatore. Il velivolo poteva trasportare fino a 30 kg di piccole bombe antiuomo.

## Impiego operativo
Il prototipo volò per la prima volta il 4 maggio 1918, e dopo il completamento dei test di collaudo in quello stesso mese, il modello ricevette la designazione operativa di CL.I. Nel corso del mese di giugno la Idflieg ordinò la produzione di un primo lotto di 10 esemplari, designazione di fabbrica J 8A-0. Prima della fine delle ostilità ne furono consegnati tra 6 e 8 esemplari, del cui impiego operativo non si conosce praticamente nulla. Su iniziativa dell'ingegner Hugo Junkers la produzione continuò fino a raggiungere i 47 esemplari, di cui tre in versione idrovolante CLS.I (J 11), entro l'inizio del 1919.

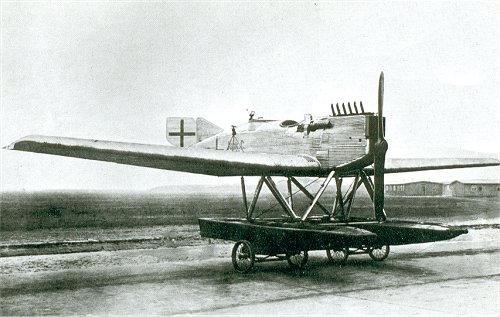
La versione idrovolante J.11

Nel gennaio 1919 l'asso dell'aviazione Gotthard Sachsenberg formò una unità aerea, denominata Kampfgeschwader "Sachsenberg", che venne equipaggiata con velivoli Junkers dei tipi J 9 (30 macchine), J 10 (15 velivoli) e Rumpler C.IV. Tale unità era composta da 700 tra piloti e specialisti, tra cui molti assi della prima guerra mondiale, e basata a Riga, (Lettonia), operò in supporto ai Freikorps del generale Rüdiger von der Goltz che contrastavano le forze sovietiche del Baltico lungo i confini di Germania, Lituania, Lettonia, Estonia e Finlandia. Oltre ad esercitare la superiorità aerea sulle forze avversarie, furono soprattutto eseguite missioni di attacco al suolo per conto dei Freikorps.
Il Kampfgeschwader "Sachsenberg" stabilì la sua base centrale operativa sull'aeroporto di Windau, dove si trovavano anche depositi per dirigibili che furono usati come hangar. Durante il corso del breve conflitto l'Armata Rossa si impossessò di due esemplari di J 10, il primo catturato dopo un atterraggio d'emergenza effettuato dietro le linee nemiche, mentre il secondo fu trovato fuori uso sul campo d'aviazione di Vainode, nelle vicinanze di Riga. Entrambi i velivoli furono trasportati a Mosca per un più approfondito esame. Conservati per un breve periodo presso l'aeroporto di Khodynka furono successivamente demoliti.
Un terzo esemplare di CL.I fu recuperato dai lettoni quando i tedeschi lasciarono Spilve. Riparato, il 17 maggio 1921 entrò in servizio presso la locale aeronautica militare, volando fino al 22 marzo 1922, quando andò fuori uso in seguito ad un incidente.

### Sviluppi

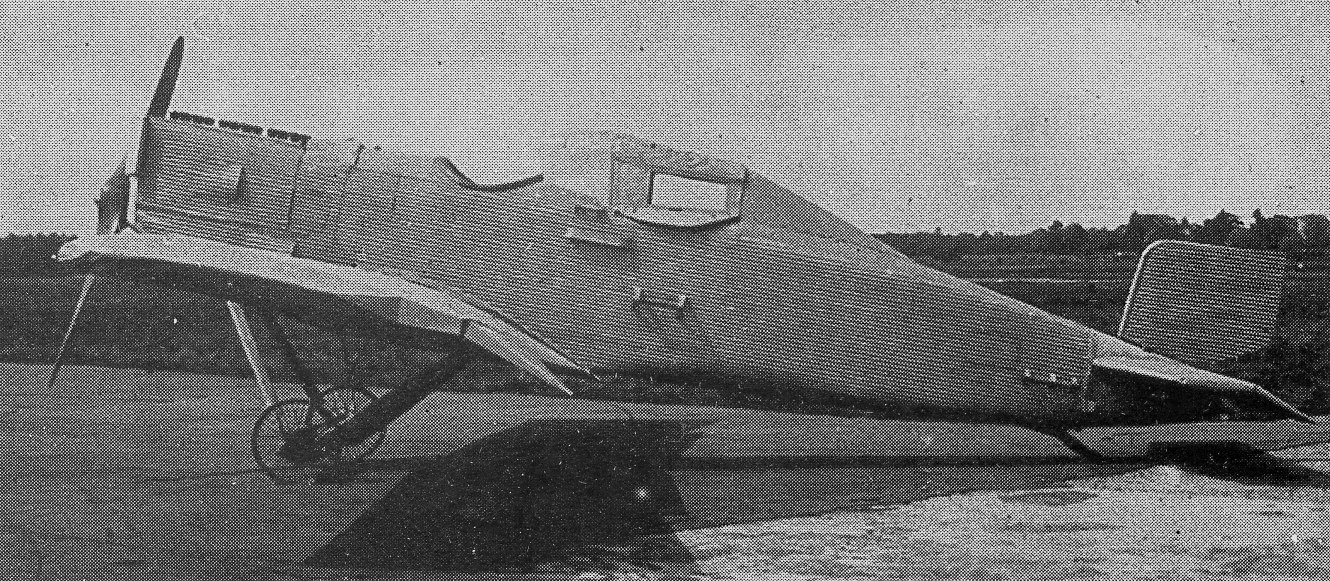
La versione passeggeri J 10

Alcuni dei velivoli rientrati in Germania furono disarmati e trasformati in velivoli per il trasporto postale e di pacchi. Almeno due esemplari furono modificati in velivoli da trasporto passeggeri, ricoprendo il secondo abitacolo con una capottina in tela finestrata, anche al fine di migliorare le prestazioni aerodinamiche. Nel marzo 1919 la Junkers Luftverkehr iniziò il servizio di trasporto passeggeri tra Dessau e Weimar, in occasione dell'Assemblea Costituente Nazionale, con un esemplare di J 10 equipaggiato con propulsore Daimler D.IIIavü da 200 hp, primo velivolo da trasporto passeggeri di costruzione metallica al mondo. Nell'estate dello stesso anno ricevette la matricola civile D-77, e rimase in servizio almeno fino al 1925.
In seguito alla firma del trattato di Versailles che imponeva alla Germania il divieto assoluto di costruire aerei a fini bellici l'ufficio tecnico della Junkers diede vita, sulla base dello J 10, ad un nuovo velivolo con fusoliera maggiorata, destinato a trasportare quattro passeggeri in un abitacolo chiuso, designato J 12. Dopo numerose revisioni tale progetto sfociò nel definitivo Junkers F 13, destinato ad avere un grande successo commerciale.

## Utilizzatori

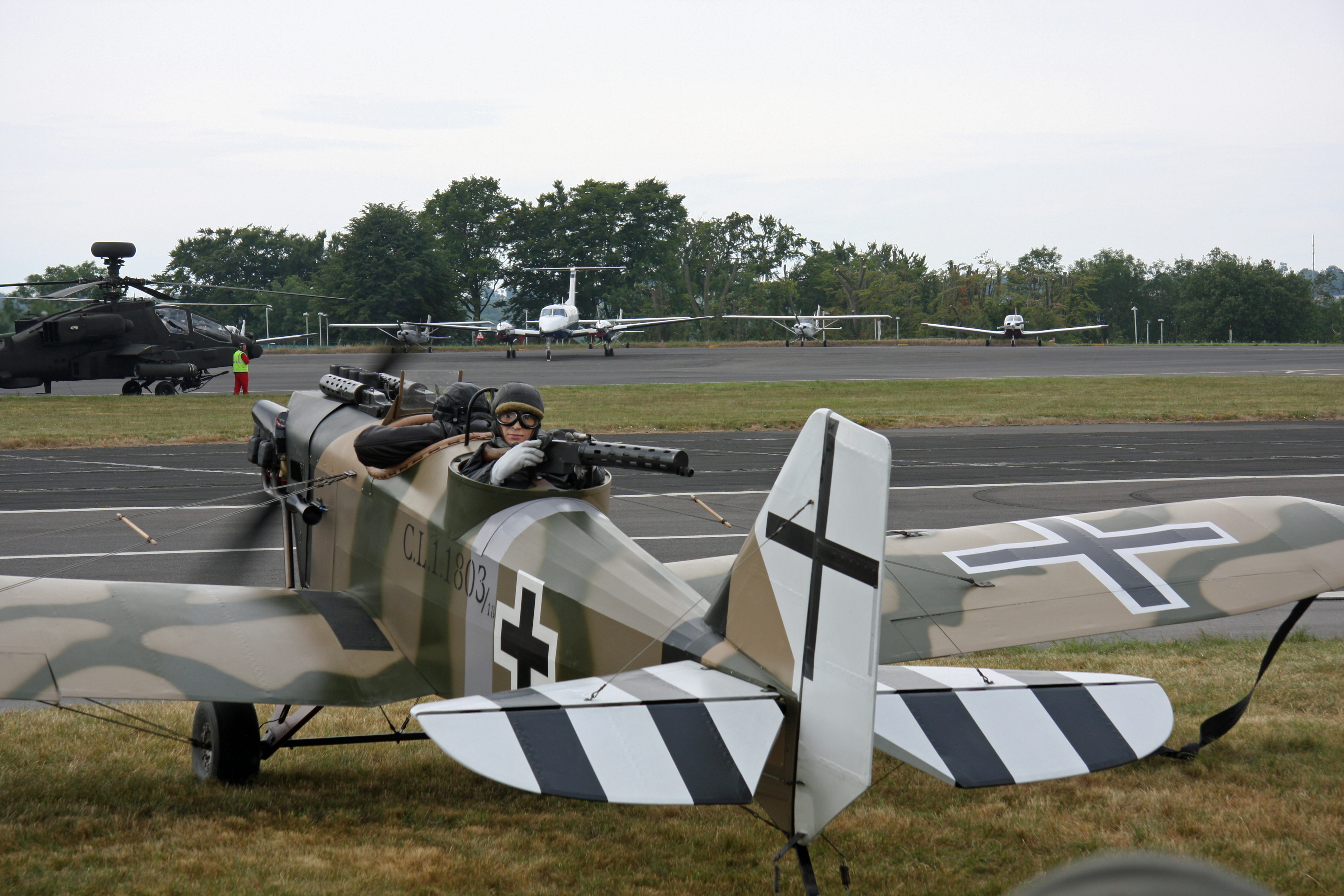
Vista dal retro.

Germania
- Luftstreitkräfte

 Lettonia
- Latvijas Gaisa Spēki

 Unione Sovietica
- Sovetskie Voenno-vozdušnye sily

### Periodici
- (DE) Wolfgang Mühlbauer, Junkers J 9 und J 10 - Die Wegbereiter, in Flugzeug Classic, Nr. 5, 2008,  pp. 28-33, ISSN 1617-0725 (WC · ACNP).